# Lepturges soricinus
Lepturges soricinus là một loài bọ cánh cứng trong họ Cerambycidae.